# Beach 60th Street (Rockaway Line)
Beach 60th Street is een station van de metro van New York aan de aan de Rockaway Line (A-trein).
Het station bevindt zich op de hoek van Beach 59th Street en Rockaway Beach Boulevard. Het is gelegen in de wijk Rockaway, een schiereiland in het uiterste zuidoosten van de borough Queens. Het station wordt ook van Beach 60th Street-Straiton Avenue genoemd.
Het station wordt te allen tijde aangedaan door metrolijn A.